# Kanadische Botschaft in Berlin
Die kanadische Botschaft in Berlin ist die diplomatische Vertretung Kanadas in Deutschland. Sie befindet sich am Leipziger Platz 17 im Ortsteil Mitte des gleichnamigen Bezirks. Botschafter ist seit seiner Akkreditierung am 8. Dezember 2023 John Horgan.

## Geschichte
Vor dem Zweiten Weltkrieg gab es keine kanadische Repräsentanz auf deutschem Boden. Am 8. November 1951 nahmen Kanada und die Bundesrepublik Deutschland diplomatische Beziehungen auf. Die Botschaft befand sich in der Friedrich-Wilhelm-Straße 18 in Bonn. Aufgrund des Umzugs von Parlament und Regierung nach Berlin verlegte auch die kanadische Botschaft ihren Sitz in die neue deutsche Hauptstadt. Da eine passende Repräsentanz zum Zeitpunkt des Umzugs noch nicht zur Verfügung stand, zog diese provisorisch ins Internationale Handelszentrum am Bahnhof Friedrichstraße. Am 29. April 2005 wurde das neue Botschaftsgebäude am Leipziger Platz eingeweiht.
Kanada verfügt über Konsulate in Düsseldorf und München sowie über ein Honorarkonsulat in Stuttgart.
Die DDR und Kanada nahmen am 1. August 1975 diplomatische Beziehungen auf. Allerdings gab es in Ost-Berlin keine Vertretung Kanadas, der kanadische Botschafter in Warschau war in der DDR zweitakkreditiert.

## Gebäude

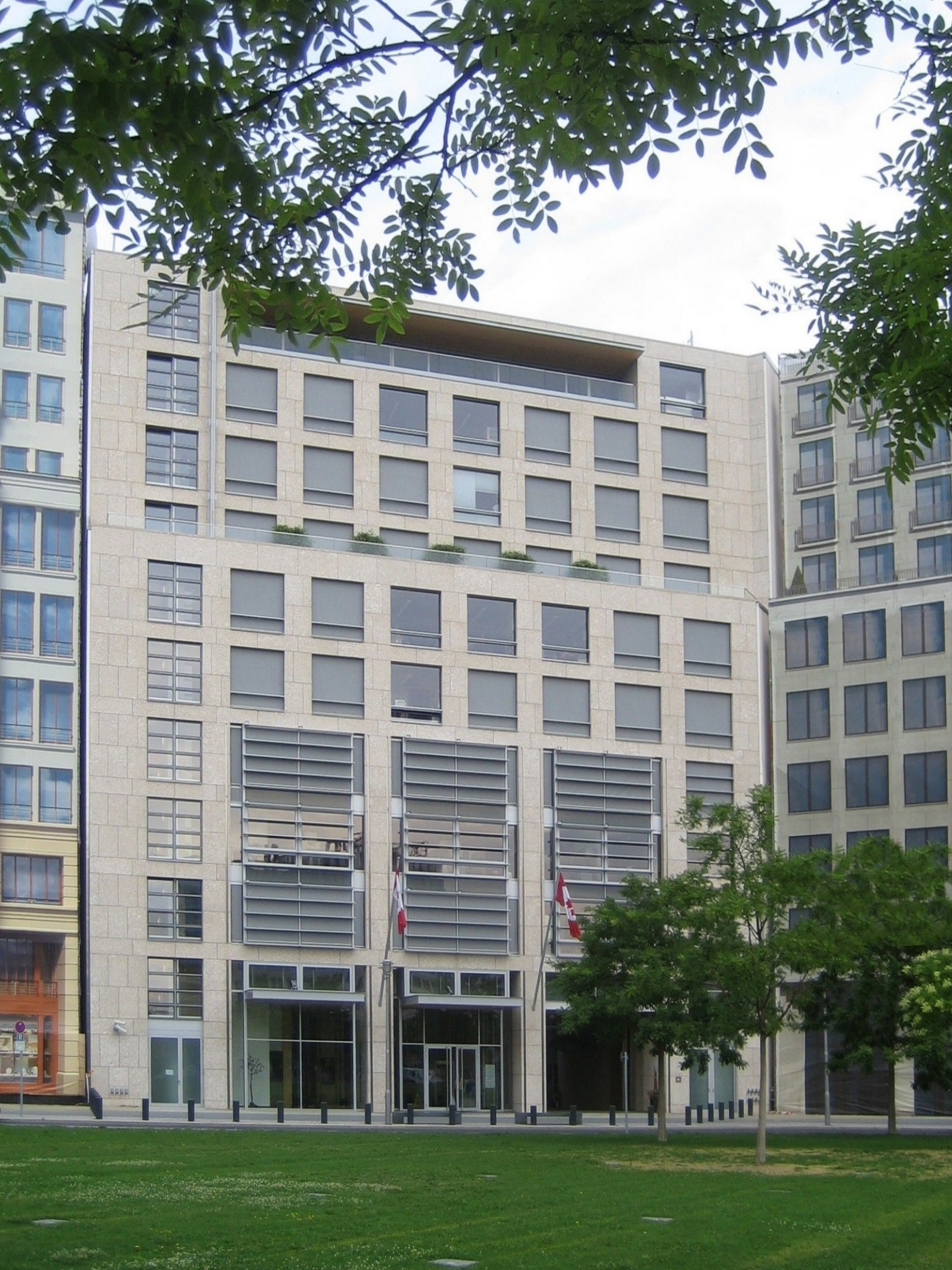
Botschaft am Leipziger Platz in Berlin-Mitte

Das Grundstück gehört dem Staat Kanada, das Gebäude wurde in Public Privat Partnership mit der Kanada Haus KG nach Entwürfen des Architektenteams Kuwabara Payne McKenna Blumberg (KPMB, Toronto), Gagnon Letellier Cyr (Quebec) and Smith Carter (Winnipeg) errichtet. Die Botschaft ist Mieter des Hauses. Zuvor gab es einen internationalen Architektenwettbewerb, bei dem 42 Projekte eingereicht worden waren. Der Siegerentwurf zeigt vor allem im Inneren des Gebäudes Architektureinflüsse aus verschiedenen kanadischen Provinzen. Die Baumaterialien, der Grundriss und die Höhe des Gebäudes orientieren sich streng an den für den Leipziger Platz gemachten Vorgaben.
Im Gegensatz zu vielen anderen Botschaften besitzt die Einrichtung mehrere öffentlich zugängliche Räume, unter anderem einen Multimediaraum, in dem Interessierte zahlreiche Informationen zu Geschichte, Wirtschaft und Kultur des Landes finden können. Außerdem führt quer durch das Gebäude die Nordwestpassage, die den Leipziger Platz mit der Ebertstraße am Lenné-Dreieck verbindet und offen für Fußgänger ist.

## Quebec
Die Provinzialregierung von Quebec unterhält zusätzlich eigene Vertretungen in Berlin und München, zuständig für die Bundesrepublik, für Österreich und für die Schweiz. Sie fördern die Interessen der Provinz in den Sachgebieten institutionelle Zusammenarbeit, Wirtschaft, Kultur und Medien. In Berlin liegt die Vertretung am Pariser Platz, neben der Botschaft Frankreichs. Eine ständig aufgezogene Flagge Quebecs markiert das Haus.